# James O’Keeffe
James Joseph O’Keeffe (* 1912; † Mai 1986) war ein irischer Politiker und saß von 1956 bis 1961 im Seanad Éireann, dem Oberhaus des irischen Parlaments, sowie von 1961 bis 1965 im Unterhaus, dem Dáil Éireann.
O’Keeffe wurde bei einer Nachwahl am 14. Mai 1956 für die Fine Gael in den 8. Seanad Éireann gewählt. Im Jahr 1957 erfolgte seine Wiederwahl. Im Oktober 1961 legte er sein dortiges Mandat nieder um fortan dem 17. Dáil Éireann anzugehören, in das er kurz zuvor gewählt worden war. Bei den Wahlen 1965 zum 18. Dáil konnte O’Keeffe seinen Sitz nicht verteidigen.
O’Keeffe gehörte auch dem Stadtrat von Dublin an und bekleidete von Juni 1962 bis Juni 1963 sowie erneut von Juni 1974 bis Juni 1975 das Amt des Oberbürgermeisters der Stadt (Lord Mayor of Dublin).